# ТЕС Акація
ТЕС Акація — теплова електростанція на південному заході Південно-Африканської Республіки. Знаходиться у місті Кейптаун в Західнокапській провінції.
Основне виробництво електроенергії в ПАР традиційно здійснюється на вугільних конденсаційних електростанціях на північному сході країни. В 1976 році для забезпечення надійної роботи енергомережі на південному узбережжі спорудили дві однотипні газотурбінні ТЕС — Порт-Рекс та Акація. Кожну з них обладнали трьома встановленими на роботу у відкритому циклі газовими турбінами Pratt and Whitney типу FT4 (такі ж встановлювались на літаках Boeing 707) потужністю по 57 МВт, які використовували в роботі нафтопродукти.
Втім, якщо основною функцією станції Порт-Рекс є використання її турбін в режимі синхронного конденсатора, то для ТЕС Акація головним завданням є створення резервного джерела живлення АЕС Коберг, будівництво якої розпочато в 1976 році. З міркувань безпеки якщо Акація не може гарантувати видачу електрики, зазначена атомна станція також повинна виводитись із роботи.
Варто відзначити і таку функцію ТЕС Акація як здатність розпочати роботу в умовах відсутності зовнішнього живлення («чорний старт» енергосистеми).
Управління ТЕС здійснюється з національного диспетчерського пункту в Germiston.